# La práctica
La práctica es una película de comedia dramática argentina escrita y dirigida por Martín Rejtman.
La cinta fue seleccionada para competir en la sección oficial por la Concha de Oro a la mejor película en la 71° edición del Festival de San Sebastián.

## Sinopsis
Gustavo y Vanessa se separan y tienen que revisar juntos sus proyectos. Ambos son profesores de yoga. Gustavo es argentino y Vanesa chilena. El viaje a la India se cancela. Vanessa se queda con el apartamento y abandona el estudio que compartían, dejando a Gustavo sin casa. Como consecuencia del estrés acumulado, Gustavo se lesiona la rodilla y sustituye el yoga: primero por ejercicios de cuádriceps y luego por el gimnasio. Pero poco a poco recupera su vida y vuelve a practicarlo.

## Reparto
- Esteban Bigliardi como Gustavo
- Manuela Oyarzún como Vanesa
- Amparo Noguera como Amanda
- Camila Hirane como Laura
- Gabriel Cañas como Rodrigo
- Víctor Montero como Alberto
- Giordano Rossi como Matías
- Giannina Fruttero como Francisca
- Catalina Saavedra como Terapeuta
- Mirta Busnelli como Mamá de Gustavo
- María José Siebald como Macarena
- Elvis Fuentes como Felipe
- Celine Wembe como Steffi
- Sérgio de Brito como Miguel

## Premios y nominaciones
| Premio/Festival de Cine   | Fecha del evento               | Categoría      | Nominado    | Resultado | Ref.  |
| ------------------------- | ------------------------------ | -------------- | ----------- | --------- | ----- |
| Festival de San Sebastián | 22 al 30 de septiembre de 2023 | Mejor película | La práctica | Nominada  | [ 2 ] |